# Полкова рада
Полкова рада — орган полкового самоврядування у Гетьманщині в другій половині XVII та XVIII століттях.
У Полковій раді, яка скликалася полковником або полковою старшиною, брали участь усі городові козаки, вписані до компутів полку, які мали бажання та змогу з'явитися на місце її проведення. Раду вів полковник, за допомогою старшини (зокрема, осавулів), що були посередниками між полковою адміністрацією та козацтвом. Часто в роботі ради брали участь представники гетьмана або царські чиновники, які мали значний вплив на її рішення. На раді відбувалось обрання полкової та сотенної старшини, вирішувалось питання військового та адміністративного характеру, що стосувалися полку. Формально голосування не проводилось, питання вирішувалося голосними окликами, підкиданням шапок тощо. У другій половині 17 століття повноваження Полкової ради постійно обмежувалися гетьманською та царською адміністраціями, полковою старшиною до компетенції яких поступово перейшли основні функції ради.
У 18 столітті Полкові ради скликалася дедалі рідше і остаточно були скасовані внаслідок ліквідації польським урядом автономного устрою українських земель у 1780-х роках.